# Corien Wortmann-Kool
Corien Wortmann-Kool (ur. 27 czerwca 1959 w Oud-Alblas) – holenderska polityk, politolog, posłanka do Parlamentu Europejskiego.

## Życiorys
Uzyskała w 1981 dyplom z zakresu położnictwa po ukończeniu Wyższej Szkoły Zawodowej. Odbyła następnie studia magisterskie z politologii na Wolnym Uniwersytecie w Amsterdamie.
W latach 1987–1996 zajmowała kierownicze stanowisko w firmie handlowej, następnie do 2001 pracowała w Ministerstwie Transportu jako koordynator i doradca. Od początku lat 80. działała w organizacjach młodzieżowych związanych z Apelem Chrześcijańsko-Demokratycznym. Od drugiej połowy lat 80. powoływana w skład władz krajowych CDA. W okresie 1989–1994 reprezentowała chadeków w prezydium Europejskiej Partii Ludowej. Była też (od 1994 do 1999) radną miasta Zeist.
W 2004 uzyskała mandat posła do Parlamentu Europejskiego z listy CDA. W PE przystąpiła do grupy Europejskiej Partii Ludowej i Europejskich Demokratów. W 2009 z powodzeniem ubiegała się o reelekcję, zasiadając w Europarlamencie do 2014.